# Syngonanthus
Syngonanthus là một chi thực vật thuộc họ Eriocaulaceae.

## Danh sách loài
Chi này có các loài sau (tuy nhiên danh sách này có thể chưa đủ):
- Syngonanthus acephalus Hensold - Amazonas State in Venezuela
- Syngonanthus albopulvinatus (Moldenke) Moldenke - Venezuela
- Syngonanthus allenii Moldenke - Colombia, Amazonas State in Brazil
- Syngonanthus amapensis Moldenke - Colombia, Venezuela, northwestern Brazil
- Syngonanthus amazonicus Moldenke - Colombia, Venezuela, northwestern Brazil
- Syngonanthus androsaceus (Griseb.) Ruhland - Cuba
- Syngonanthus angolensis H.E.Hess - Angola, Zaïre, Zambia, Tanzania, Malawi
- Syngonanthus anomalus (Körn.) Ruhland - Colombia, Venezuela, northern Brazil, Ecuador, the Guianas
- Syngonanthus anthemidiflorus (Bong.) Ruhland - Brazil, Misiones Province of Argentina
- Syngonanthus appressus (Körn.) Ruhland  - central and southern Brazil
- Syngonanthus aquaticus Silveira - Minas Gerais
- Syngonanthus arenarius (Gardner) Ruhland - Minas Gerais
- Syngonanthus atrovirens (Körn.) Ruhland - Minas Gerais
- Syngonanthus auripes Silveira - Bahia, Goiás
- Syngonanthus bartlettii Moldenke - Belize
- Syngonanthus bellus Moldenke - Venezuela, northern Brazil
- Syngonanthus bianoensis Kimp. - Zaïre
- Syngonanthus bicolor Silveira - Minas Gerais
- Syngonanthus biformis (N.E.Br.) Gleason - Colombia, Venezuela, northern Brazil, Peru, the Guianas
- Syngonanthus bisumbellatus (Steud.) Ruhland - Colombia, Venezuela, Guyana, Pará, Piauí
- Syngonanthus blackii Moldenke - Pará
- Syngonanthus bracteosus Moldenke - Minas Gerais
- Syngonanthus cabralensis Silveira - Minas Gerais
- Syngonanthus cachimboensis Moldenke - Pará
- Syngonanthus canaliculatus Silveira - Minas Gerais
- Syngonanthus capillaceus Silveira - Minas Gerais
- Syngonanthus caulescens (Poir.) Ruhland - State of Veracruz in Mexico; Costa Rica, Venezuela, Colombia, the Guianas, Peru, Brazil, Bolivia, Argentina, Paraguay, Uruguay
- Syngonanthus chapadensis Silveira - Minas Gerais
- Syngonanthus chrysanthus (Bong.) Ruhland - southeastern Brazil
- Syngonanthus costatus Ruhland - Minas Gerais
- Syngonanthus cowanii Moldenke - southeastern Colombia, Amazonas State in Venezuela
- Syngonanthus crassinervius Silveira - Minas Gerais
- Syngonanthus cuyabensis (Bong.) Giul., Hensold & L.R.Parra - Brazil, Bolivia, Venezuela, Colombia, Guyana, Suriname
- Syngonanthus davidsei Huft - Chiapas
- Syngonanthus decorus Moldenke - Goiás
- Syngonanthus densiflorus (Körn.) Ruhland  - Peru, Brazil, Bolivia
- Syngonanthus densus (Körn.) Ruhland  - Brazil
- Syngonanthus diamantinensis Silveira - Minas Gerais
- Syngonanthus dichroanthus Hensold - Goiás
- Syngonanthus duidae Moldenke - Venezuela
- Syngonanthus egleri Moldenke - Pará
- Syngonanthus elegans Ruhland - Minas Gerais, Brazil
- Syngonanthus exilis S.M.Phillips - Zambia
- Syngonanthus fenestratus Hensold - Venezuela, northern Brazil, Guyana
- Syngonanthus ferrensis Silveira - Minas Gerais
- Syngonanthus filipes Silveira - Minas Gerais
- Syngonanthus fischerianus (Bong.) Ruhland  - Brazil, Bolivia
- Syngonanthus flaviceps Silveira - Minas Gerais
- Syngonanthus flavidulus (Michx.) Ruhland - southeastern USA (Alabama, Florida, Georgia, North and South Carolina)
- Syngonanthus fuscescens Ruhland - Minas Gerais
- Syngonanthus garimpensis Silveira - Minas Gerais
- Syngonanthus glandulifer Silveira - Minas Gerais
- Syngonanthus goyazensis (Körn.) Ruhland - Goiás, Minas Gerais
- Syngonanthus gracilis (Bong.) Ruhland - Colombia, Venezuela, northern Brazil, Peru, the Guianas, Bolivia, Paraguay, Uruguay
- Syngonanthus grao-mogolensis Silveira - Minas Gerais
- Syngonanthus helminthorrhizus (Mart. ex Körn.) Ruhland - Brazil, Paraguay
- Syngonanthus heteropeploides Herzog - Venezuela, northern Brazil, Guyana
- Syngonanthus heterotrichus Silveira - Minas Gerais
- Syngonanthus hirtellus Ruhland - Minas Gerais
- Syngonanthus hondurensis Moldenke - Belize
- Syngonanthus humbertii Moldenke - Madagascar
- Syngonanthus humboldtii (Kunth) Ruhland - Colombia, Venezuela, northern Brazil, the Guianas
- Syngonanthus hygrotrichus Ruhland - Minas Gerais
- Syngonanthus insularis Moldenke - Isla de la Juventud in Cuba
- Syngonanthus inundatus (Körn.) Ruhland - Goiás
- Syngonanthus itambeensis Silveira - Minas Gerais
- Syngonanthus lagopodioides (Griseb.) Ruhland - Cuba
- Syngonanthus lanatus Moldenke - Brazil
- Syngonanthus lanceolatus Silveira - Minas Gerais
- Syngonanthus laricifolius (Gardner) Ruhland - Brazil
- Syngonanthus latifolius (Moldenke) Hensold - Mato Grosso
- Syngonanthus leprieurii (Körn.) Ruhland - Pará, French Guiana, Venezuela
- Syngonanthus lisowskii Kimp - Zaïre
- Syngonanthus llanorum Ruhland - Colombia; Apure State in Venezuela
- Syngonanthus longibracteatus Kimp - Zaïre, Tanzania, Zambia, Zimbabwe, Mozambique
- Syngonanthus longipes Gleason - Brazil, Venezuela, Colombia, Guyana, Suriname
- Syngonanthus lundellianus Moldenke - Belize
- Syngonanthus macrocephalus (Moldenke) Hensold - Cerro Sipapo in Venezuela
- Syngonanthus macrolepis Silveira - Minas Gerais
- Syngonanthus manikaensis Kimp - Zaïre
- Syngonanthus marginatus Silveira - Minas Gerais
- Syngonanthus micropus Silveira - São Paulo
- Syngonanthus minutifolius Silveira - Minas Gerais
- Syngonanthus minutulus (Steud.) Moldenke - Pará, Minas Gerais
- Syngonanthus minutus (Moldenke) Hensold - Auyán-tepui in Venezuela
- Syngonanthus multipes Silveira - Minas Gerais
- Syngonanthus mwinilungensis S.M.Phillips - Zambia
- Syngonanthus nanus Moldenke - Paraná
- Syngonanthus ngoweensis Lecomte - Zaïre, Congo-Brazzaville, Angola
- Syngonanthus niger Silveira - Minas Gerais
- Syngonanthus nigroalbus Silveira - Minas Gerais
- Syngonanthus nitens (Bong.) Ruhland - Brazil, Paraguay, Bolivia, Peru, Colombia, Venezuela
- Syngonanthus oblongus (Körn.) Ruhland - Brazil, Colombia, Venezuela
- Syngonanthus oneillii Moldenke - Belize
- Syngonanthus ottohuberi Hensold - Amazonas State in Venezuela
- Syngonanthus pakaraimensis Moldenke - Venezuela, Guyana
- Syngonanthus paleaceus S.M.Phillips - Zambia
- Syngonanthus pallens Silveira - Minas Gerais
- Syngonanthus pauciflorus Silveira - Minas Gerais
- Syngonanthus peruvianus Ruhland  - Peru
- Syngonanthus philcoxii Moldenke - Mato Grosso
- Syngonanthus philodicoides (Körn.) Ruhland - Bahia, Goiás
- Syngonanthus pittieri Moldenke - Panama
- Syngonanthus planus Ruhland  - Bahia, Minas Gerais
- Syngonanthus plumosus Silveira - Minas Gerais
- Syngonanthus poggeanus Ruhland  - Burundi, Zaïre, Congo-Brazzaville, Angola, Zambia
- Syngonanthus pulchellus Moldenke - Minas Gerais
- Syngonanthus pulcher (Körn.) Ruhland - Goiás, Minas Gerais
- Syngonanthus pulvinellus Moldenke - Minas Gerais
- Syngonanthus quadrangularis Silveira - Minas Gerais
- Syngonanthus reclinatus (Körn.) Ruhland - Brazil
- Syngonanthus restingensis Hensold & A.L.R.Oliveira - Bahia, Rio de Janeiro
- Syngonanthus retrorsociliatus Silveira - Minas Gerais
- Syngonanthus retrorsus Silveira - Minas Gerais
- Syngonanthus rhizonema Ruhland - São Paulo
- Syngonanthus robinsonii Moldenke - Zaïre, Zambia
- Syngonanthus schlechteri Ruhland - Zaïre, Gabon, Congo-Brazzaville, Tanzania
- Syngonanthus schwackei Ruhland - eastern Brazil
- Syngonanthus sclerophyllus Ruhland - Goiás
- Syngonanthus setifolius Hensold - northern Brazil, Venezuela
- Syngonanthus sickii Moldenke - Pará
- Syngonanthus simplex (Miq.) Ruhland - Colombia, Venezuela, northern Brazil, the Guianas
- Syngonanthus sinuosus Silveira - Minas Gerais
- Syngonanthus spadiceus (Körn.) Ruhland - Piauí, Minas Gerais
- Syngonanthus spongiosus Hensold - Amazonas State of Brazil
- Syngonanthus surinamensis Moldenke - Suriname
- Syngonanthus tenuipes Silveira - Minas Gerais
- Syngonanthus tenuis (Kunth) Ruhland - Colombia, Venezuela, northern Brazil
- Syngonanthus tiricensis Moldenke - Bolívar State in Venezuela
- Syngonanthus trichophyllus Moldenke - Colombia, Venezuela, northern Brazil, Guyana
- Syngonanthus umbellatus (Lam.) Ruhland - Dominican Republic, Colombia, Venezuela, northern Brazil, the Guianas
- Syngonanthus upembaensis Kimp - Zaïre
- Syngonanthus verticillatus (Bong.) Ruhland  - Goiás, Minas Gerais
- Syngonanthus wahlbergii (Wikstr. ex Körn.) Ruhland - from Nigeria east to Tanzania, south to northern South Africa
- Syngonanthus weddellii Moldenke - Pará, Goiás
- Syngonanthus welwitschii (Rendle) Ruhland - Zaïre, Sierra Leone, Tanzania, Angola, Zambia
- Syngonanthus widgrenianus (Körn.) Ruhland  - eastern Brazil
- Syngonanthus williamsii (Moldenke) Hensold - Colombia, Venezuela, northern Brazil
- Syngonanthus xinguensis Moldenke - Mato Grosso
- Syngonanthus yacuambensis Moldenke - Ecuador

## Hình ảnh

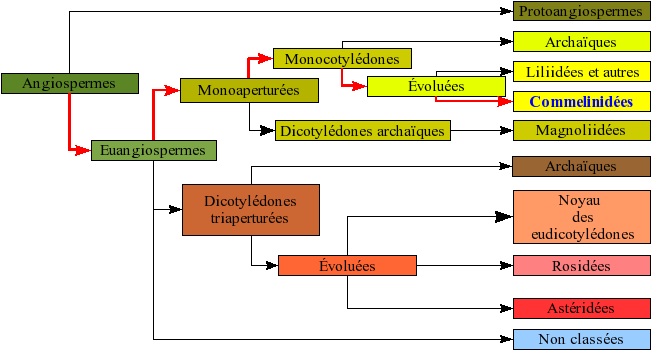